# Gordon Barnhart
Gordon Barnhart, personnalité politique canadienne, est lieutenant-gouverneur de la province de la Saskatchewan de 2006 à 2012. Il est nommé président de l'Université de la Saskatchewan en 2014. Il sert comme président jusqu'au 24 octobre 2015 avant d'être remplacé par Peter Stoicheff.